# Wiggerskvartetten
Wiggerskvartetten, eller bara Wiggers, var en svensk vokalgrupp som var verksam 1928–1947.

## Historik
Gruppen bildades 1928 av Ivar Hallbäck, som under ett par år funderat på att bilda en svensk manskvartett med den amerikanska gruppen The Revellers som förebild. När han anställdes som medlem i kören vid Kungliga Operan i Stockholm fann han likasinnade sångare. En av dem var hans halvbror Gösta Bergström, en annan var Folke Rydberg, som så småningom också utsågs till Wiggers inofficielle arkivarie, och från Vasateatern värvades Carl Winther. Till pianist och arrangör för Wiggers värvades en av Operans repetitörer, Sune Waldimir.
Gruppens repertoar bestod av klassisk musik, operettmelodier, jazz och schlager. I den nöjeslystna huvudstaden blev de snabbt uppmärksammade och engagerades för framträdanden på de stora dansrestaurangerna, på revyscener och i radio, som 1929 var ett mycket ungt medium. Bara under 1929 framträdde Wiggers i radio vid sex olika tillfällen. Redan i februari 1929 engagerades de även av revykungen Ernst Rolf till hans Cirkusrevy på Djurgården under sommaren. Det blev också gästspel på Södra Teatern under våren. Under sommaren genomfördes också en kortare folkparksturné.
På Operan medverkade Wiggers 1931 i den österrikiske tonsättaren Max Brands första moderna opera Maskinist Hopkins, klädda i silverglänsande kostymer, svartsminkade med höga hattar och röda goggles tillsammans med ett antal dansare. Hösten 1931 medverkade Wiggers när rumban skulle lanseras i Sverige. De var först med att sjunga in rumba på skiva, och medverkade också i en instruktionsfilm om hur dansen skulle framföras. Under säsongen 1932–1933 medverkade Wiggers i den amerikanska pjäsen Guds gröna ängar på Kungliga Dramatiska Teatern. Pjäsen framfördes 125 gånger. Folkparksturnén 1934 genomfördes under 85 dagar, från den 2 juni till den 26 augusti, med 126 spelplatser och 336 uppträdanden. Under hela 1930-talet genomförde man också ett flertal gästspel i såväl Oslo som Köpenhamn. Våren 1938 engagerades fler sångare till gruppen. Man behövde avlösare av förklarliga skäl, att uppträda med Wiggers var "bara" en hobbyverksamhet. Under hela tiden var medlemmarna fortfarande anställda som sångare i Operakören eller på andra ställen. Från 1938 uppträdde man med fem sångare, varför man kallade sig för en femmannakvartett. I marknadsföringen blev det rätt och slätt Wiggers. Hösten 1938 skulle Walt Disneys film Snövit och de sju dvärgarna ha svensk premiär. Wiggers engagerades att dubba de sjungande dvärgarnas röster. Under sommaren 1939 folkparksturnérade Wiggers mer än åttahundra mil. I november inledde man ett längre samarbete med Evert Taube, och hade flera utsålda konserter i Stockholms Konserthus. Under krigsåren 1940–1945 var Wiggers framträdanden sparsamma. Det förekom dock sporadiska framträdanden och en hel del radioframträdanden.
Den 28 april 1947 genomförde Wiggers sitt sista framträdande vid en konsert i Stockholms Konserthus tillsammans med en ny vokalgrupp, Flickery Flies, som samtidigt fick ta emot vokalstafettpinnen. Hela konserten sändes direkt i radio.

## Skivinspelningar
Wiggers gjorde sina allra första skivinspelningar tidigt i januari 1929. Gruppen hade då ännu inte fått något namn, så man enades snabbt om att det skulle stå The Rhythmic Four på skivetiketten, men den 29 januari 1929 hade gruppens initiativtagare Ivar Hallbäck lekt färdigt med medlemmarnas signaturer och presenterade namnet Wiggers. Gruppen gjorde egna skivinspelningar, men medverkade också bakom dåtidens stora artister. De sjöng tillsammans med till exempel Zarah Leander, Valdemar Dalquist, Artur Rolén, Fridolf Rudin, Sven Olof Sandberg, Evert Taube med flera, och medverkade också i ett tiotal filmer.
Wiggers gjorde ett stort antal skivinspelningar, och av dessa finns idag 123 st bevarade och är återutgivna av skivbolaget Vax Records.

## Medlemmar
- 1928–1947 Ivar Hallbäck, 2:e tenor; initiativtagare
- 1928–1937 Gösta Bergström, baryton
- 1928–1947 Folke Rydberg, 2:e bas; arkivarie
- 1928–1947 Calle Winther, 1:e tenor
- 1928–1934 Sune Waldimir, arrangör och pianoackompanjatör
- 1937–1938 Åke Wedholm, baryton
- 1938–1947 Nils Björklund, 1:e tenor
- 1937–1947 Tore Christiansen, baryton
- 1933          Gösta Hådell, pianoackompanjatör
- 1934–1947 Nathan Görling, pianoackompanjatör

## Diskografi (urval)
- "Cocktail" (1929)
- "Ol' man River" (1929)
- "Åh Rose Marie" (ur operetten "Rose Marie" 1929)
- "Ett stänk av solsken" (Painting the Clouds with Sunshine) (1930)
- "En stackars fattig malaj" (ur filmen "Kronans kavaljerer", 1930)
- "Fyra hjärtan i kvartett" (1932)
- "Jag saknar en tös" (1933)
- "Det är mej hon vill ha" (1933)
- "Öppna ditt fönster släpp in lite sol" (1934)
- "Kyssvisan" (1935)
- "Vackra Clara" (1935)
- "Bohus bataljon" (1940)
- "Under tretungad flagg" (Anchors aweigh) (1942)

En mer omfattande diskografi finns på Svensk underhållningsmusik, revyer och film 1900–1960.

## Filmografi
- 1930 – Kronans kavaljerer
- 1932 – Reklamfilm för Fyffes bananer
- 1932 – Ett skepp kommer lastat
- 1932 – En stulen vals
- 1934 – Marodörer
- 1934 – Uppsagd
- 1937 – Snövit och de sju dvärgarna (dvärgarnas sång - svenska versionen)
- 1940 – Pinocchio (svenska versionen)
- 1941 – Fröken Vildkatt